# گریت چسترفورد
گریت چسترفورد (به انگلیسی: Great Chesterford) یک روستا و محله مدنی در بریتانیا است که در آتلزفورد واقع شده‌است. گریت چسترفورد ۱٬۴۹۴ نفر جمعیت دارد.